# Colonial Plaza
Colonial Plaza es un centro comercial en Orlando, Florida (Estados Unidos). Inaugurado en 1956, era el desarrollo minorista más grande del estado de Florida en el momento de su construcción. El complejo original incluía dos supermercados y dos tiendas de variedades, además de una tienda departamental Belk. Se sometió a múltiples expansiones en su historia, la primera de las cuales agregó una tienda por departamentos Jordan Marsh y un vestíbulo de centro comercial cerrado. Una mayor expansión en 1973 agregó una segunda ala cerrada y una reubicación de Belk, mientras que Ivey's se agregó en 1983 y se vendió a Dillard's en 1990.
La vacante del centro aumentó a principios de los años 1990 debido a la competencia de Orlando Fashion Square y las complejidades con el diseño de la propiedad, y Jordan Marsh, Dillard's y Belk cerraron entre 1991 y 1995. Una renovación entre 1995 y 1996 reestructuró el complejo en un centro de energía al aire libre. Desde 2001, ha sido propiedad y está gestionado por Weingarten Realty. Los inquilinos principales incluyen Total Wine & More, Hobby Lobby, Ross Dress for Less, Staples, Bealls Outlet, Marshalls, Old Navy, Big Lots, Barnes & Noble y Petco.

## Historia
La construcción del centro comenzó a mediados de 1954. El sitio elegido para el centro fue la esquina de Colonial Drive (Florida State Road 50) y Bumby Avenue, en un terreno previamente utilizado como pasto para vacas. Los costos generales de construcción se estimaron en 3 millones dedólares (34037175 dólares de 2020). Morris Lapidus se desempeñó como arquitecto, mientras que el desarrollo, la construcción, la contratación y la ingeniería estuvieron a cargo de RM Thompson Co. de Clearwater. La firma de Michael R. Sudakow financió el proyecto y Howard D. Spencer manejó el arrendamiento. En ese momento, era el desarrollo minorista más grande del estado de Florida. Los representantes de la firma Sudakow dijeron que se eligió el sitio para el centro porque sentían que Orlando, al estar en el centro del estado, estaba preparado para un crecimiento significativo en la población y el desarrollo minorista. La ubicación específica fue elegida debido a su proximidad al centro de población del mercado de Orlando en ese momento.

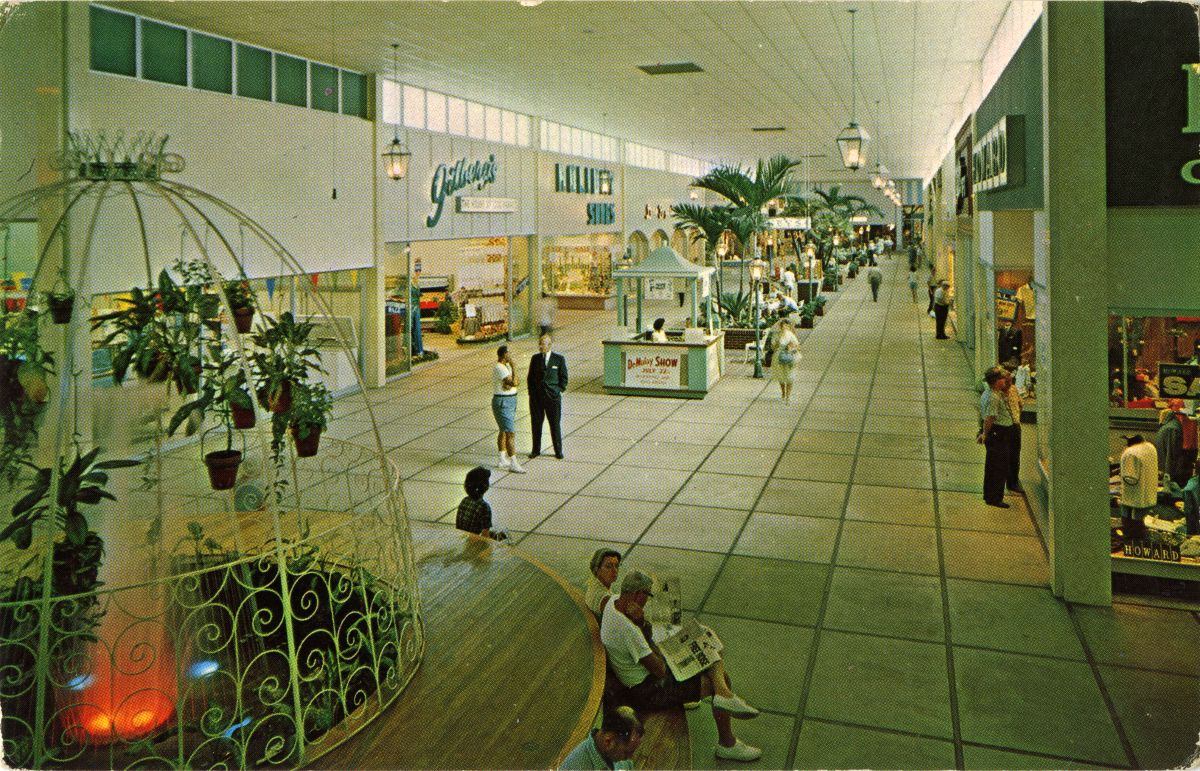
El centro comercial interior de Colonial Plaza en los años 1960.

Colonial Plaza abrió sus puertas el 31 de enero de 1956. El centro incluía dos supermercados: un Publix de 2000 m², descrito por The Orlando Sentinel como el "supermercado más grande del centro de Florida", y A&P, cuya tienda fue descrita por el vicepresidente de operaciones de esa cadena para el área sureste de Estados Unidos como "lo suficientemente grande para servir las necesidades de los residentes de la zona este de Orlando ". Dos cadenas de tiendas de variedades también tenían ubicaciones en el centro: WT Grant, con 2900 m², con su segunda ubicación en el área de Orlando, y una McCrory más pequeña, que fue la cuadragésima primera en el estado de Florida. Otros inquilinos notables al abrir incluyeron una tintorería, una tienda de reparación de calzado, una tienda de televisores y electrodomésticos, una tienda de cámaras, varias tiendas de ropa locales, una farmacia Walgreens que se había trasladado desde el centro de Orlando, y dos zapaterías nacionales: Kinney Zapatos y Thom McAn. Todas las tiendas abrieron a una acera especialmente diseñada, que estaba teñida de verde para reducir el deslumbramiento y protegida por voladizos de cada tienda. El estacionamiento del centro tenía más de 2000 espacios y estaba iluminado por lámparas de vapor de mercurio. En general, el centro tenía un total de 8,1 ha de espacio comercial en ese momento, con más de 24 tiendas. Las ceremonias de apertura incluyeron presentaciones de dignatarios de la ciudad y una escolta del Cuerpo de Marines de los Estados Unidos, actuaciones de una banda local, dulces gratis para todos los clientes y un sorteo con un gran premio de un Plymouth Plaza. Se pronosticó que más de 50 000 compradores visitarían el día de la inauguración, con un promedio estimado de 10 autos usando cada lugar de estacionamiento diariamente. Dos meses después de que se abriera el resto del centro, también se abrieron los grandes almacenes Belk de 7700 m². Era la tienda por departamentos más grande de Orlando en ese momento, incluidos los departamentos de ropa y calzado para hombres, mujeres y niños, junto con joyas, jardinería, artículos deportivos, muebles de jardín, una tienda de llaves y cerraduras y una tienda de sándwiches.

### De 1960 a 1970: Primera expansión
En 1961 y 1962, el centro experimentó su primera expansión, que consta de 30 nuevos escaparates frente a un vestíbulo de centro comercial cerrado con aire acondicionado, y que termina en los grandes almacenes Jordan Marsh de 21 000 m². Esta expansión aumentó el tamaño de la propiedad a 56 000 m² y más de 57 tiendas, lo que lo convierte en el centro comercial más grande de Florida en ese momento. La tienda de Jordan Marsh presentaba una mezcla de "colores tropicales" y tonos pastel, junto con vidrio veneciano y paneles de palisandro. Jordan Marsh originalmente había querido ubicarse en el centro de la ciudad, pero eligió ubicarse en Colonial Plaza, ya que los propietarios de su ubicación prevista en el centro habían aumentado sus tarifas. También fue la primera tienda departamental de cuatro pisos en Orlando, y las azafatas de Eastern Air Lines estuvieron presentes para instruir a los compradores sobre el uso de escaleras mecánicas. La porción cerrada comenzaba en el medio de la franja existente, extendiéndose hacia atrás desde WT Grant hasta la tienda Jordan Marsh a lo largo de un 141 m de pasillo de tiendas. Estaba decorado con farolas, linternas, jardineras con palmeras y pisos de ladrillo y madera de secuoya. Para acomodar la expansión, el estacionamiento se amplió a una capacidad de 15 000 autos. La mayoría de las tiendas de esta sección eran locales y regionales, excepto 5-7-9 y Lane Bryant. Clinton Gamble fue el artífice de esta expansión, y la construcción estuvo a cargo de Frank J. Rooney de Fort Lauderdale. Los costos de la expansión se estimaron en 2 900 000 (29568374 dólares de 2020). Para adaptarse a la anticipación del aumento del tráfico del centro comercial, se instaló un semáforo en Colonial Drive y Coy Drive, la próxima intersección al este de Bumby Avenue y la más cercana al acceso principal al centro comercial desde Colonial Drive. Después de esta expansión, Sudakow anunció que Florida State Theatres Inc. construiría una sala de cine con capacidad para 1200 asientos (ahora ocupada por The Plaza Live, una sala de espectáculos) en una parcela frente a Bumby Avenue.
Colonial Plaza marcó un cambio en los patrones de compra para el mercado de Orlando, ya que muchos minoristas importantes que habían estado operativos anteriormente en el centro se habían mudado a él oa otros desarrollos suburbanos. Entre las tiendas que se mudaron del centro de Orlando a favor de una ubicación suburbana se encontraba Sears, que se construyó frente a la plaza en 1963. A fines de 1965 y principios de 1966, el centro comercial realizó una "venta de cumpleaños" en honor al décimo año de actividad del centro, que incluyó ventas en todo el centro comercial, un zoológico de mascotas y una exhibición de gemas y minerales. En ese momento, Spencer notó que el centro atraía a compradores de un radio de 100 millas, y que se había producido un mayor crecimiento alrededor de la propiedad, incluido un centro de servicio de llantas Goodyear, un banco y una bolera.

### De 1970 a 1980: Sur Mall y Ivey
Se anunció una segunda expansión en 1972, que consistía en un segundo vestíbulo del centro comercial detrás de la tienda Jordan Marsh, y que conducía a una tienda departamental Belk más nueva y más grande. Esta expansión, conocida como South Mall, llevaría el tamaño total del centro comercial a 74 000 m² y más de 100 tiendas, y tenía un costo proyectado de 6 millones  dólares (43704057 dólares de 2020). Coincidiendo con esta ampliación, la propiedad existente fue remodelada con nueva iluminación, pisos y techos. La nueva ubicación de Belk y South Mall se abrieron en 1973. Entre los nuevos inquilinos en el South Mall se encontraban Casual Corner, Waldenbooks, Spencer Gifts y las reubicaciones de Kinney Shoes y 5-7-9. La nueva ubicación de Belk tenía más del doble del espacio de piso de su ubicación anterior, lo que refleja el movimiento de la compañía hacia tiendas más grandes. Los gerentes de las tiendas señalaron que la nueva ubicación ofrecería más ropa de diseñador y ropa deportiva para mujeres, además de pieles y ventas de trajes de baño durante todo el año. La expansión de Colonial Plaza coincidió con varios otros desarrollos minoristas en toda el área, incluido otro centro comercial, Orlando Fashion Square, que se construyó alrededor de la tienda Sears existente en Colonial Drive. Un artículo de Orlando Sentinel decía que en 1972, antes de la apertura de la expansión, Colonial Plaza había recibido más de 10,4 millones de visitantes, que habían gastado aproximadamente 60,000,000 dólares (437040573 dólares de 2020). El repentino aumento en los desarrollos minoristas en el mercado de Orlando a principios de los años 1970 fue visto por los analistas minoristas como el resultado de un fuerte aumento en el turismo y el crecimiento de la población en general para toda la región de Orlando después de la apertura de Walt Disney World en 1971.
Una vez que se abrió el nuevo Belk, su ubicación anterior en Colonial Plaza se convirtió en OG Wilson's, una cadena de salas de exposición de catálogos que entonces era propiedad de Zale Corporation, en 1974. Un año después, WT Grant se declaró en quiebra y cerró todas sus tiendas. Su ubicación en Colonial Plaza fue vendida a FW Woolworth Company, que abrió allí a principios de 1977. Esta ubicación de Woolworth se basó en un prototipo presentado en una tienda en Miami en 1972, que ofrece una variedad más amplia de mercadería que sus tiendas habituales y cuenta con un restaurante de 140 asientos. En 1982 se anunció otra expansión. Esta expansión consistió en dos pisos, una tienda por departamentos Ivey de 7920 m², que conectaría a la propiedad existente delante de Woolworth a través de un pasillo de 13,7 m de ancho bordeado de quioscos. Además, se rediseñó y ajardinó el estacionamiento del centro comercial, mientras que la franja original de tiendas y el edificio OG Wilson recibieron nuevas fachadas. Los representantes de Ivey habían querido ubicarse en el centro comercial por primera vez en 1979, pero las negociaciones se retrasaron debido a dos factores: Prudential Financial y JJ Gumberg Co., que compraron el centro comercial a sus propietarios originales Michael R. Sudakow Corporation en 1980, y preocupaciones del centro comercial existente. inquilinos sobre la posible obstrucción de la visibilidad debido a la adición de la nueva tienda. Tras su apertura en 1983, el nuevo Ivey's tuvo las mayores ventas en el día de apertura en la historia de la cadena. Los comerciantes del centro comercial señalaron que la presencia de trabajadores y equipos de la construcción provocó una disminución temporal del tráfico, que se agravó cuando se produjo un incendio en el centro comercial y destruyó la mercadería de cuatro tiendas, provocando 1 millón de dólares (3059138 dólares de 2020) en daños. El mayor daño se concentró en la tienda Jarman Shoes, que operó desde una ubicación temporal hasta que su tienda fue reconstruida en marzo de 1984. También afectó la tenencia del centro comercial en ese momento fue el vencimiento de los contratos de arrendamiento de muchos inquilinos y una reestructuración de la estructura financiera del centro comercial que resultó en un aumento en los costos de arrendamiento por parte de los inquilinos. Otra tienda, Colonial Plaza Cards, tuvo su techo hundido debido a una fuga a fines de 1982 antes de la renovación, pero reabrió en otro lugar del centro comercial como una franquicia de Hallmark Cards. Una vez que se completaron las renovaciones, se abrieron muchas tiendas nuevas en centros comerciales, incluidas Gap, Miracle-Ear y Fanny Farmer. El propietario de la tienda Gap en el centro comercial notó que las ventas en su tienda eran lentas ya que estaba en el ala Belk, lo que la alejaba del tráfico principal de compradores en el extremo del centro comercial Ivey's y Jordan Marsh.

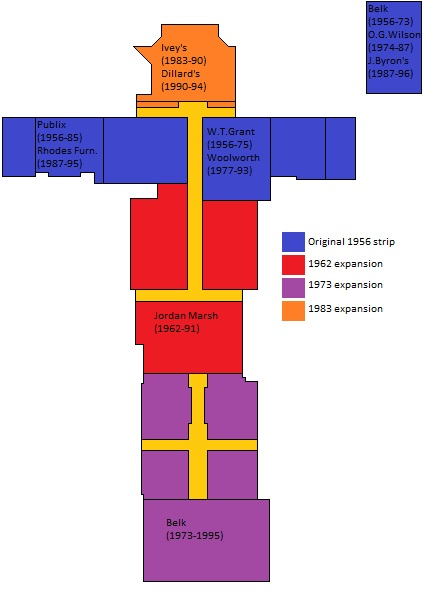
Un mapa de Colonial Plaza en los años 1980, destacando las ampliaciones recibidas a lo largo de los años.

Para 1985, la tienda Publix en el centro comercial había cerrado. Aunque Dayton-Hudson Corporation (ahora Target Corporation) había anunciado planes para abrir una sucursal de su cadena de artículos para el hogar RG Branden en el edificio, en cambio se vendió a Rhodes Furniture, que abrió en 1987. También en 1987, la tienda OG Wilson cerró y se convirtió en J. Byrons, una tienda de artículos para el hogar y ropa con sede en Miami. Esta apertura marcó el regreso de la cadena al mercado de Orlando, ya que sus tiendas anteriores fueron vendidas a Ross Dress for Less en 1985 debido a las bajas ventas.

### Década de 1990: decadencia y remodelación
Dillard's adquirió y renombró toda la cadena de Ivey a mediados de 1990. Federated Stores (ahora Macy's, Inc.) anunció poco después que cerraría todos los grandes almacenes Jordan Marsh en Florida para 1991. El cierre de este ancla generó preocupación sobre el diseño del centro comercial, particularmente desde que Jordan Marsh separó el centro comercial de la era de 1962 del centro comercial South Mall. Otros problemas con el diseño del centro comercial fueron planteados por muchos de sus inquilinos en ese momento, incluido su diseño "híbrido" de ser un centro comercial tradicional que se expandió; la distancia entre las tiendas Ivey's y Belk; y la falta de restaurantes o un patio de comidas, debido a que el inquilino original Ronnie's Restaurant tiene poder de veto sobre otros vendedores de comida en el centro comercial. Los representantes de JJ Gumberg comenzaron a proponer reemplazos para la tienda Jordan Marsh y se sometieron a negociaciones con representantes de J. C. Penney, Parisian, Gayfers y Montgomery Ward. Gumberg también propuso trasladar Dillard's al edificio Jordan Marsh, o reemplazar el edificio con varias tiendas más pequeñas para promover un mejor flujo de tráfico hacia South Mall y Belk. Un representante de Federated señaló que la tienda no fue comprada por ninguna de las otras cadenas que tomaron la mayoría de las otras ubicaciones de Jordan Marsh en Florida debido a su gran tamaño y proximidad a la tienda Burdines de la compañía al otro lado de la calle en Orlando Fashion Square. Con el fin de mantener el tráfico de clientes al South Mall, los propietarios del centro comercial colocaron más letreros que dirigían a los clientes hacia él, al mismo tiempo que ofrecían servicio de carrito de golf entre la propiedad más antigua y la misma. Después del cierre de Jordan Marsh, el edificio se utilizó para hacer un "túnel" que conectaba con el South Mall, revestido con obras de arte. Woolworth anunció el cierre de su tienda en Colonial Plaza en octubre de 1993. Zales Jewelers y Fran's Fashions también cerraron en 1992, creando más vacantes en el centro comercial. En 1994, Cousins/Newmarket, una empresa de Atlanta, Georgia, anunció planes para comprar el centro comercial y convertirlo en un centro de energía. En el momento de su adquisición, el centro comercial estaba casi un 50 por ciento vacío, y los analistas minoristas habían notado que su declive se debía a su edad, su diseño poco convencional y su proximidad a Orlando Fashion Square y otros centros comerciales más nuevos. Tras este anuncio, tanto Dillard's como Belk cerraron entre finales de 1994 y principios de 1995.

### De 1995 al presente: Reurbanización en un centro de poder
Después de adquirir la propiedad a principios de 1995, Cousins/Newmarket anunció que los planes de remodelación requerirían la demolición de casi toda la propiedad a favor de un centro de energía. Las tiendas que no fueron demolidas fueron Walgreens, J. Byron's (que cerró a principios de 1996 durante la remodelación), la antigua Belk y Rhodes Furniture. Como parte de la remodelación, el antiguo Belk se dividió entre Marshalls y una nueva ubicación de Rhodes Furniture, mientras que la antigua tienda de este último se convirtió en Barnes & Noble. Los inquilinos del nuevo centro incluían Old Navy, Circuit City, Ross Dress for Less, Linens 'n Things, Baby Superstore (que se fusionó con Babies "R" Us poco después de la apertura) y la sala de exposición del catálogo L. Luria & Sons. Otras tiendas importantes fueron Stein Mart, Men's Wearhouse y Just for Feet. Muchas de estas grandes tiendas abrieron por etapas entre finales de 1995 y principios de 1996. L. Luria & Sons se sometió a una liquidación de toda la cadena a mediados de 1997, y en 1999, su edificio había sido alquilado por Staples.
Weingarten Realty adquirió la propiedad de Cousins/Newmarket en 2001. En el momento de la adquisición, el centro estaba arrendado en un 97 por ciento. Bajo su propiedad, se produjeron muchos cambios en los inquilinos clave. Rhodes Furniture cerró y se convirtió en una tienda de pisos/baldosas llamada Floor & Decor en 2007. Tanto Linens 'n Things como Circuit City cerraron en 2009 después de que esas cadenas se declararon en bancarrota. Tomando sus respectivos lugares en Colonial Plaza estaban Big Lots y el primer Hobby Lobby en el área de Orlando. Babies "R" Us cerró en 2011, y fue reemplazado por Bealls Outlet y Ulta Beauty dos años después. Five Below abrió en el centro en agosto de 2018. A fines de 2018, Floor & Decor se mudó al otro lado de la calle a Orlando Fashion Square, y en 2020 se convirtió en una tienda de electrónica de Conn's. Luego del cierre de la cadena Stein Mart ese mismo año, su ubicación en Colonial Plaza fue vendida a Sprouts Farmers Market. A partir de 2020, Colonial Plaza es el octavo centro comercial más grande del área de Orlando. El centro tiene un área comercial de más de 292 000 personas dentro de un radio de 5 millas y un recuento promedio de tráfico diario de 72 500 autos a lo largo de Colonial Drive y Bumby Avenue.